# لاشا شافداتواشفيلي
لاشا شافداتواشفيلي (مواليد 31 يناير 1992) هو لاعب جودو جورجي، فاز بالميدالية الذهبية في وزن 66 كج في أولمبياد 2012 وبالفضية والبرونزية في وزن 73 كج في أولمبياد 2020 و2016 على التوالي.

## وصلات خارجية
- لاشا شافداتواشفيلي على موقع الفيدرالية الدولية للجودو (الإنجليزية)
- لاشا شافداتواشفيلي على موقع JudoInside.com (الإنجليزية)
- لاشا شافداتواشفيلي على موقع AllJudo.net (الفرنسية)
- لاشا شافداتواشفيلي على موقع اللجنة الأولمبية الدولية (الإنجليزية)
- لاشا شافداتواشفيلي على موقع أوليمبيديا (الإنجليزية)